# Ференц Мадъл
Ференц Мадъл (на унгарски: Mádl Ferenc) е унгарски учен, политик, министър без портфейл от 1990 до 1993 г. и президент на Унгария от 10 август 2000 до 2005 г.

## Биография
Роден е на 29 януари 1931 г.
От 1993 г. е академик на Унгарската академия на науките.